# تامی هایلفیگر
توماس جاکوب هیلفیگر (به انگلیسی: Thomas Jacob Hilfiger) (متولد ۲۴ مارس ۱۹۵۱) طراح مد آمریکایی و مؤسس برند بین‌المللی تامی هیلفیگر (به انگلیسی: تامی هیلفیگر) است.

## زندگی‌نامه
هیلفیگر در شهر المیرا در ایالت نیویورک به دنیا آمد. وی در یک خانواده آلمانی-سوئیسی بزرگ شد. پدر وی جواهر ساز و مادرش پرستار بود. خانواده‌اش از وی انتظار داشتند که یک مهندس شود.
توماس تحصیلات متوسطه خود را در مؤسسه آزاد المیرا به پایان رساند. وی تحصیلات تکمیلی خود را در زمینه فروش ماشین آلات در پردیس GST BOCES Bush به پایان رساند.

## زندگی شخصی
هیلفیگر ۴ فرزند به نام‌های الکساندریا، ریچارد، الیزابت و کاتلین از همسر سابق خود، سوزی دارد. الکستاندریا، به عنوان یکی از بازیگران مستند شو، دختران ثروتمند شبکه ام‌تی‌وی آمریکا در سال ۲۰۰۳ بازی کرد. ریچارد نیز در گروه سینمایی برادران وارنر فعالیت می‌کند.
در تابستان سال ۲۰۰۸ توماس هیلفیگر فروشگاه خود در شهر گرینویچ در ایالت کنتیکت را برای فروش به قیمت پایه ۲۷ میلیون دلار عرضه کرد.
در ۱۲ دسامبر ۲۰۰۸ تامی با همسر دومش دی اوکلپو (دنیز کارولینا اربوگ) همسر سابق جیانی اوکلپو، تنیسور مشهور ایتالیایی ازدواج کرد. در ۲۵ فوریه ۲۰۰۹، روزنامه نیویورک پست، در گزارشی، خبر از حامله بودن اوکلپو داد و نوشت که هیلفیگر منتظر پنجمین فرزند خود است. در آن زمان وی ۳ ماه بود که باردار بود.
در چهارم می سال ۲۰۰۹ هیلفیگر و همسرش اعلام کردند که فرزند آن‌ها پسر است. پنجمین فرزند این طراح مد در روز سه شنبه ۴ اوت ۲۰۰۹ به دنیا آمد و سباستین توماس هیلفیگر نام گرفت.

## فعالیت‌ها
پس از پایان تحصیلات و در ۱۸ سالگی، وی کارش را عنوان خرده فروش آغاز کرد. او شلوارهای جین و شلوارهای ارزان قیمت را از نیویورک می‌خرید و پس از ترمیم یا تغییر در محصولات، آن‌ها را در فروشگاهی محلی به نام براون در مرکز شهر المیرا می‌فروخت.
وی پس از مدتی وی فروشگاه خودش به نام مردم (در انگلیسی: People's Place) را در نزدیکی مرکز شهر المیرا افتتاح کرد. پس از مدتی به دلیل تجمع فروشگاه‌ها در مرکز خریدی به نام مرکز خرید آرنوت (به انگلیسی: Arnot Mall)، بسیاری از فروشگاه‌های مرکز شهر المیرا، تعطیل شدند. به همین دلیل پس از هفت سال از آغاز فعالیت فروشگاه توماس و وقتی که وی تنها ۲۵ سال سن داشت، فروشگاهش ورشکست شد. هم‌اکنون محل اصلی فروشگاه به دلیل ساختمان تیم هاکی شهر المیرا خراب شده‌است.
پس از این واقعه و تعطیلی فروشگاه‌های عرضه لباس در مرکز شهر المیرا، توماس مجبور شد به همراه همسرش سوزی به نیویورک نقل مکان کند. پس از این بود که توانست موقعیت‌های خوب شغلی به عنوان طراح و دست یار برندهای مطرحی چون کالوین کلین و پری الیس را به دست آورد. اما وی مجبور بود به دلیل ورشکستگی اش، محصولاتی با قیمت‌های ارزان‌تر عرضه کند.
در سال ۱۹۸۴، وی برای اولین بار و با حمایت گروه تولید مورجانی، برند تامی هیلفیگر را به ثبت رساند و تا سال ۱۹۹۲ امضای این کمپانی بر محصولات وی نمایان بود. در سال ۲۰۰۴ شرکت وی ۵۴۰۰ نفر کارمند داشت و توانسته بود سرمایه خود را به ۱٫۸ میلیارد دلار برساند.
هیلفیگر در سال ۱۹۹۵ توانست به عنوان بهترین طراح لباس مردانه از سوی شورای طراحان مد آمریکا شناخته شود. همین امر تأثیر بسیاری در شناخته شدن و افزایش درآمد وی داشت.

در سال ۱۹۹۸ هیلفیگر توانست با عالیه خواننده مشهور جامائیکایی قراردادی ببندد و در شو لباس تابستانی این برند در جامائیکا از وی استفاده کند.
در سال ۱۹۹۹ تامی به عنوان حامی اصلی بریتنی اسپیرز در تور Baby one more time را به نام خود ثبت کند.
در سال ۲۰۰۶ و به دلیل کاهش فروش، کمپانی تامی هیلفیگر به ارزش مجموع ۱٫۶ میلیارد دلار یا ۱۶٫۸۰ دلار برای هر سهم به گروه اپکس که یک شرکت سرمایه‌گذاری خصوصی است فروخته شد.

در ماه مارس ۲۰۱۰ فیلیپس فن هوسن، مالک برند کالوین کلین کمپانی تامی هیلفیگر را به قیمت ۳ میلیارد دلار خریداری کرد.

در ماه مارس ۲۰۱۲، هیلفیگر به عنوان مشاور مد امریکن آیدل معرفی شد.

## انتقادات
هیلفیگر به دلیل نقض قوانین ایالات متحده و تولید لباس‌های مارک تامی هیلفیگر در شهر سایپان در جزیره ماریانای جنوبی مورد انتقاد قرار گرفته‌است. براساس قوانین آمریکا، محصولاتی که در این منطقه تولید می‌شوند می‌توانند لوگوی تولید آمریکا(به انگلیسی: Made in USA) را داشته باشند، اما مسئله اصلی این است که در این منطقه حداقل دست مزد برای کارگران رعایت نمی‌شود. در ماه مارس سال ۲۰۰۰ کارگران صنعت پوشاک سایپانیایی از تامی و ۲۰ شرکت تولیدکننده لباس دیگر به دلیل بدرفتاری با کارگران شکایت کردند. البته در آن زمان این پرونده حل و فصل شد و هیچ‌یک از طرفین محکوم نگشت.

## خطوط تولید
هیلفیگر دنیم(به انگلیسی: Hilfiger Denim)، یکی از برندهای زیر مجموعه تامی هایلیفگر است که به تولید شلوارهای جین زنانه و مردانه مشغول است. این زیر مجموعه، با استفاده از طرح‌های جین کلاسیک آمریکایی با تلفیق سبک مدرن شلوارهای جین شیکی تولید می‌کند.
ترو استار گلد (به انگلیسی: True Star Gold)، یکی از برندهای عطر تولیدی مجموعه تامی هیلفیگر است که بیانسه به عنوان سخنگوی آن انتخاب شده‌است.
ترو استار(به انگلیسی: True Star)، یکی دیگر از رایحه‌های تولیدی هیلفیگر است که این عطر را هم بیانسه به عنوان سخنگو و معرف آن عرضه کرده‌است.
ترو استار من(به انگلیسی: True Star Men)، عطر مردانه هیلفیگر است. این عطر هم طرفداران بسیاری دارد و انریکه ایگلسیاس وظیفه معرفی و عرضه آن را برعهده داشته‌است.
تامی گرل (به انگلیسی: Tommy Girl)، یکی دیگر از برندهای عطر زنانه تامی هیلفیگر است.
رد لاین (به انگلیسی: Red Label)، نام یکی از خطوط تولید تامی است. در این خط تولید انواع تی شرت، شلوار جین و سویی شرت تولید می‌شود.
H by Tommy Hilfiger، این خط تولید، پس از فروش برند تامی هیلفیگر به کار خود پایان داد و محصولاتش اکنون با برند اصلی تامی در سراسر دنیا عرضه می‌شود و به عنوان یکی از تولیدکنندگان اصلی تامی شناخته می‌شود.
تامی هیلفیگر (به انگلیسی: Tommy Hilfiger) که معرف نام اصلی برند تامی است. محصولات این خط تولید در نمایندگی‌های تامی در سراسر دنیا، فروشگاه‌های عرضه البسه و… به فروش می‌رسد و بقیه محصولات تامی نیز زیر مجموعه این برند محسوب می‌شوند.
تامی اسپورت (به انگلیسی: Tommy Sport) که از نامش پیداست محصولات ورزشی تولید می‌کند. این خط تولید در سال ۱۹۹۰ شروع به کار کرد، اما دیری نگذشت که فعالیتش خاتمه یافت و اکنون محصولات آن مانند بسیاری دیگر از خطوط تولید تامی، با برند Tommy Hilfiger عرضه می‌شود.
یکی دیگر از خطوط تولید تامی (Tommy Hilfiger for the Home) به تولید لوازم اتاق خواب و حمام اختصاص یافته‌است.
تامی (به انگلیسی: Tommy)، یکی دیگر از برندهایست که بر روی بسیاری از محصولات این کمپانی نقش بسته‌است.
تامی جین (به انگلیسی: Tommy Jeans) نیز نام یکی دیگر از خطوط تولید تامی است اما بر خلاف نامش محصولات متنوعی تولید می‌کند. این خط تولید بیشتر سعی دارد لباس‌هایش را بر اساس رایحه عطرهای تامی انتخاب کند.
هیلفیگر اتلتیکز (به انگلیسی: Hilfiger Athletics) هم‌اکنون جایگزین تامی اسپورت شده‌است و علاوه بر پوشاک ورزشی، عطر و ادکلن متناسب با ورزش کاران را نیز تولید می‌کند.